# Secamone volubilis
Secamone volubilis är en oleanderväxtart som först beskrevs av Jean-Baptiste de Lamarck, och fick sitt nu gällande namn av W. Marais. Secamone volubilis ingår i släktet Secamone och familjen oleanderväxter. Utöver nominatformen finns också underarten S. v. salicifolia.